# Asturiska

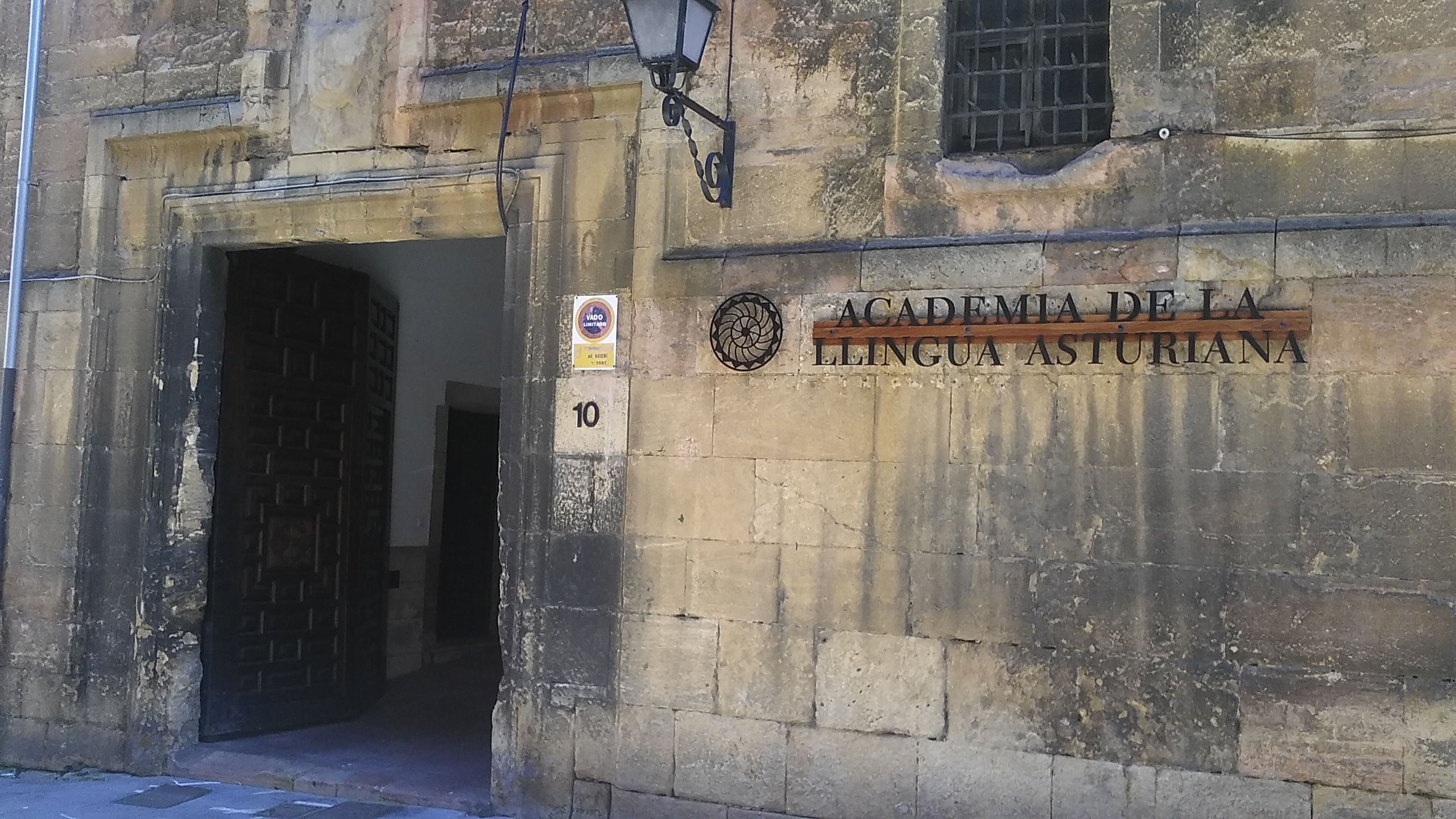
Asturiska språkakademins säte i Oviedo.

Asturiska (asturiska: asturianu) är ett romanskt språk. Det talas i provinserna Asturien och León i Spanien samt i Miranda do Douro i Portugal (där det går under namnet mirandesiska). Språket är utrotningshotat, och antalet talande (nu omkring 100 000 som förstaspråk) minskade kraftigt under 1900-talet. Under senare årtionden har åtgärder för att skydda och främja språket vidtagits.

## Historia
Asturiska är en av huvudvarieteterna bland de ibero-romanska språken. Asturien var basen för den kristna återerövringen av Iberiska halvön från de muslimska morerna, och språket talades tidigt på båda sidor om de kantabriska bergen (i norr i Asturien och i söder i norra León).
Liksom aragoniskan utkonkurrerades asturiskan dock redan under medeltiden av den expansiva kastilianska varieteten av spanskan. Därefter har asturiskan förpassats till en enbart lokal angelägenhet i princip utan (viktigare) litteratur.
Under 1970-talet inleddes ansträngningar för att återupprätta asturiskans roll som språk i olika sammanhang. 1980 inrättades en akademi för det asturiska språket i regionens huvudort Oviedo.
Asturiskan kallas även lokalt för bable ('språk'; jämför spanskans habla).

## Fonologi

### Vokaler
|        | Främre | Central | Bakre |
| ------ | ------ | ------- | ----- |
| Sluten | i      |         | u     |
| Mellan | e      |         | o     |
| Öppen  |        | a       |       |

### Konsonanter
|                   |           | Labiala | Dentala | Alveolara | Palatala | Velara |
| ----------------- | --------- | ------- | ------- | --------- | -------- | ------ |
| Klusil/ Affrikata | Tonlös    | p       | t       | t         | tʃ       | k      |
| Klusil/ Affrikata | Tonande   | b       | d       | d         | ʝ        | ɡ      |
| Frikativa         | Frikativa | f       | θ       | s         | ʃ        |        |
| Nasala            | Nasala    | m       |         | n         | ɲ        |        |
| Laterala          | Laterala  |         |         | l         | ʎ        |        |
| Tremulant         | Tremulant |         |         | r         |          |        |
| Flapp             | Flapp     |         |         | ɾ         |          |        |

- Vissa dialekter har även ljuden ḷḷ & ḥ, vilka uttalas /t͡s~ʈ͡ʂ~ɖ͡ʐ~ɖ/ och /x~h/

## Varianter
Asturiskan ingår i den större språkgrupperingen astur-leonesiska. Den inkluderar cirka sju olika språk eller dialekter, var och en med sin egen tydliga karaktär, listade från öster till väster och från norr till söder:
- Kantabriska (i västra Kantabrien; övergång till kastilianska; även benämnd montañés)
- Östasturiska (i östligaste Asturien och nordöstligaste León)
- Central asturiska (i centrala Asturien samt nordligaste León)
- Västasturiska (mellan Naviafloden och Nalónfloden, liksom i västligaste Kastilien och León; kallas även leonesiska)
- Galicisk-asturiska (i och runt västligaste Asturien)
- Mirandesiska (i nordöstligaste Portugal, väster om västligaste Kastilien och León)
- Extremaduriska (i och runt nordligaste Extremadura)